# どうぞこのまま
『どうぞこのまま』は、1976年7月5日に発売された丸山圭子のシングル。
ロングヒットとなり、1977年2月末の時点で80万枚を記録した。

## 音楽性
表題曲である『どうぞこのまま』は、ニック・デカロの都会的なアレンジを取り入れたかった丸山が、デカロのアルバム『イタリアン・グラフィティ』を持参して青木望やスタッフに聞かせ、自らアレンジの希望を出した結果ボサノヴァ調のアレンジになった。ボサノヴァは当時の女性シンガーにプチ流行していた。
歌詞は本人の当時の恋愛体験から生まれた。

## 評論・影響
今日では"シティポップ"の元祖などと再評価される名曲だが、リリース時はそのような言葉はまだないため、ニューミュージックの名曲として評価された。1977年の書『ニューミュージック白書』で大伴良則はこの曲について「マイナーキーの湿り気たっぷりのメロディは、カマトトなのか不良娘なのか判断に困るようなヒネリの効いた歌詞と素直なメロディは、現在の日本のポップスのギリギリの開き直りを表している。歌謡曲と呼ぼうが、ポップスと呼ぼうが、とにかく良い」などと評している。
多くのアーティストにカバーされる名曲で、シンガーソングライターの椎名林檎は、高校1年生の時に出場したホリプロタレントスカウトキャラバンのステージで歌唱しており、プロデビュー後のライブでも披露した。

## 収録曲
| 全作詞・作曲: 丸山圭子。 |                    |           |            |          |      |
| #                        | タイトル           | 作詞      | 作曲・編曲 | 編曲     | 時間 |
| 1.                       | 「どうぞこのまま」 | 丸山圭子  | 丸山圭子   | 青木望   | 3:34 |
| 2.                       | 「Bye-bye」        | 丸山圭子  | 丸山圭子   | 吉川忠英 | 5:18 |
| 合計時間:                | 合計時間:          | 合計時間: | 8:52       |          |      |

## 川越美和によるカバー

### 収録曲
| 全編曲: 安藤高弘。 |                              |           |           |       |
| #                  | タイトル                     | 作詞      | 作曲      | 時間  |
| 1.                 | 「どうぞこのまま」           | 丸山圭子  | 丸山圭子  | 4:03  |
| 2.                 | 「心はいつだって」           | 小杉幸代  | 立花瞳    | 4:06  |
| 3.                 | 「どうぞこのまま」(カラオケ) |           |           | 4:03  |
| 合計時間:          | 合計時間:                    | 合計時間: | 合計時間: | 12:12 |

## 冨永みーなによるカバー
| 全編曲: 野口久和。 |                                            |            |          |
| #                  | タイトル                                   | 作詞       | 作曲     |
| 1.                 | 「どうぞこのまま」                         | 丸山圭子   | 丸山圭子 |
| 2.                 | 「もう一度抱きしめて…」                    | 冨永みーな | 野口久和 |
| 3.                 | 「どうぞこのまま」(OFF VOCAL VERSION)      |            |          |
| 4.                 | 「もう一度抱きしめて…」(OFF VOCAL VERSION) |            |          |

## その他のカバー
- 研ナオコ（1993年、カバーアルバム『Ago あの頃へラブレター』収録）
- 松山千春（2006年、カバーアルバム『再生』収録）
- 岩崎宏美（2006年、カバーアルバム『Dear Friends III』収録）
- ジュディ・オング（2012年、シングル「別離」収録）